# Ronan Pensec
Ronan Pensec (Douarnenez, Bretaña 10 de julio de 1963) fue un ciclista francés, profesional entre 1986 y 1997.
Con un corto palmarés en cuanto victorias, Pensec logró puestos de honor en varias pruebas importantes en el panorama internacional. Durante sus primeros años como profesional fue una joven promesa del ciclismo francés, llegando a ser sexto en el Tour de Francia 1986.
En 1986 fue segundo en el Dauphiné Libéré y sexto en el Tour de Francia, además de terminar tercero en el Campeonato de Francia de ciclocrós. En 1987, fue tercero en el Tour de Romandía y séptimo en la París-Niza. 
En 1988, fue segundo en la París-Niza, sexto en el Campeonato del Mundo y séptimo en el Tour de Francia. En 1989, cuarto en la Milán-San Remo. 
Fue maillot amarillo del Tour de Francia 1990 durante dos días, y sexto en el Campeonato de Francia. En 1992 fue segundo del Tour del Mediterráneo, séptimo en la Dauphiné Libéré y séptimo en la Vuelta al País Vasco. Volvió a ser sexto en el Campeonato de Francia de ruta de 1993.

## Palmarés
1985
- Étoile des Espoirs

1987
- Estrella de Bessèges

1988
- Ruta del Sur
- GP de la Villa de Rennes

1990
- Etapa del Tour del Mediterráneo
- Boucles de l'Aulne

1992
- Gran Premio de Plouay

1994
- Copa de Francia

## Resultados en las grandes vueltas
| Carrera         | 1985 | 1986 | 1987 | 1988 | 1989 | 1990 | 1991 | 1992 | 1993 | 1994 |
| --------------- | ---- | ---- | ---- | ---- | ---- | ---- | ---- | ---- | ---- | ---- |
| Giro de Italia  | -    | -    | -    | -    | -    | -    | 32.º | -    | -    | -    |
| Tour de Francia | -    | 6.º  | -    | 7.º  | 58.º | 20.º | 41.º | 52.º | 47.º | 66.º |
| Vuelta a España | 44.º | -    | -    | -    | -    | -    | -    | -    | -    | -    |